# Valsecca
Valsecca é uma comuna italiana da região da Lombardia, província de Bérgamo, com cerca de 413 habitantes. Estende-se por uma área de 5 km², tendo uma densidade populacional de 83 hab/km². Faz fronteira com Brumano, Carenno (LC), Costa Valle Imagna, Erve (LC), Rota d'Imagna, Sant'Omobono Imagna.

## Demografia
| Variação demográfica do município entre 1861 e 2011                               |
|                                                                                   |
| Fonte: Istituto Nazionale di Statistica (ISTAT) - Elaboração gráfica da Wikipedia |